# ألبرت غران
ألبرت غران (بالإنجليزية: Albert Gran)‏ مواليد 4 أغسطس 1862 في برغن - الوفاة 16 ديسمبر 1932 في لوس أنجلوس، هو ممثل أمريكي بدأ مسيرته الفنية سنة 1916.

## الأعمال
- الملابس المدنية
- السماء السابعة
- ذا برات

## روابط خارجية
- ألبرت غران على موقع IMDb (الإنجليزية)
- ألبرت غران على موقع قاعدة بيانات برودواي على الإنترنت (الإنجليزية)
- ألبرت غران على موقع قاعدة بيانات الفيلم (الإنجليزية)
- ألبرت غران على موقع كينوبويسك (الروسية)